# تري لويس
تري لويس (بالإنجليزية: Trey Lewis)‏ (و. 1985  م) هو لاعب كرة قدم أمريكية أمريكي، مركز لعبه هو معرقل دفاعي.

## التعليم
تعلم في Washburn Rural High School ‏
.